# Морски гњурци
{{automatic taxobox 
|name = Северни гњурци 
|image = Common Loon.jpg 
|image_caption = 
|image_width = 240px
|parent = Gaviidae
|parent_authority = J.A. Allen, 1897
|taxon = Gavia
|authority = Forster, 1788
|subdivision_ranks = Врсте
|subdivision =
-{Gavia adamsii

Gavia arctica

Gavia immer

Gavia pacifica

Gavia stellata}-
}}
Северни гњурци или морски гњурци (лат. Gaviiformes) су ред водених птица које живе само на северној хемисфери и састоје се од једне породице Gaviidae у којој је једини род Gavia са пет савремених врста. Назив гњурци потиче од начина на који лове рибу тако што пливају мирно, а затим одједном зарањају главу у воду. Свих пет врста су селице и презимљују у крајевима са умереном климом.

## Физичке особине
Северни гњурци су мале водене птице величине велике патке или мале гуске, дужине од 60 до 80 cm и вретенастог тела. Глава је мала и сужава се ка кљуну који је јако зашиљен. Ноге су постављене сасвим уназад на телу и између прстију су разапете пловне кожице. Због таквог положаја ногу врло неспретно ходају, али су зато добри пливачи користећи управо снажне ноге за пливање. Отежано лете не само због недовољно развијених крила већ и због тешких костију које нису пнеуматичне (шупљикаве) као код добрих летачица. 
Перје им је углавном црно-бело, на глави и врату сиво, а код неких врста је трбух бео. Свадбено перје, у доба гнежђења је слично код оба пола и углавном је црно-бело са појединим финим прелазима, нијансама. У време митарења, када изгубе летна пера губе и способност летења. 

## Екологија
Гњурци су изврсни пливачи који користе ноге са пловним кожицама не само за пливање већ и за роњење, док им крила служе као помоћни органи. Избегавају ходање осим када граде гнездо. Слабији су летачи и само једна врста може да полети са земље, док остале пливају низ ветар што им омогућава да полете. Када се нађу у ваздуху, захваљујући знатној снази могу да се селе и прелазе велике удаљености ка југу. У природи живе око 30 година.

## Исхрана
Плен проналазе чулом вида па насељавају језера са провидном водом. Хране се рибама, водоземцима и раковима, тако што их оштрим кљуном хватају и пробадају. Плен гутају читав почев од главе да би га лакше прогутали. Са храном гутају и ситне каменчиће са дна језера који омогућавају дробљење а тиме и варење костију кичмењака и спољашњег скелета ракова. Нехотице са дна могу узети и куглице олова које су ту накупљене као остаци ловачке муниције и тако се отровати.

## Класификација
Ред Gaviiformes се састоји од једне породице Gaviidae која садржи само један род Gavia са пет врста:
- велики северни гњурац
- белокљуни северни гњурац
- обични северни гњурац
- мали северни гњурац
- пацифички северни гњурац